# Mifepristone
Mifepristone, hay còn được gọi là RU-486, là một loại thuốc thường được sử dụng kết hợp với misoprostol, nhằm mục đích phá thai. Sự kết hợp hai loại thuốc này mang lại hiệu quả hơn 95% trong 50 ngày đầu của thai kỳ. Chúng cũng có hiệu quả phá thai trong ba tháng thứ hai của thai kỳ. Hiệu quả nên được xác minh sau hai tuần từ khi sử dụng. Thuốc được dùng qua đường uống.
Các tác dụng phụ thường gặp bao gồm đau bụng, cảm thấy mệt mỏi và chảy máu âm đạo. Tác dụng phụ nghiêm trọng hơn có thể có như chảy máu âm đạo nặng, các bệnh do nhiễm khuẩn và sẽ cho một em bé dị tật nếu việc phá thai thất bại. Khi sử dụng thuốc, cần có sự chăm sóc và theo dõi thích hợp. Mifepristone là một chất kháng progesterone và tác dụng bằng cách ngăn chặn tác dụng của progesterone và gây co thắt tử cung.
Mifepristone được phát triển vào năm 1980 và được đưa vào sử dụng ở Pháp vào năm 1987. Chúng có mặt tại Hoa Kỳ vào năm 2000. Nó nằm trong danh sách các thuốc thiết yếu của Tổ chức Y tế Thế giới, tức là nhóm các loại thuốc hiệu quả và an toàn nhất cần thiết trong một hệ thống y tế. Mifepristone đã được Health Canada phê duyệt vào năm 2015 và đã có mặt tại Canada vào tháng 1 năm 2017. Chi phí và sự sẵn có giới hạn khả năng tiếp cận thuốc ở nhiều nơi trong thế giới đang phát triển. Tại Hoa Kỳ, chúng có chi phí hơn 200 đô la một liều.